# Голынки
Голы́нки — посёлок городского типа в Руднянском районе Смоленской области России. Образует Голынковское городское поселение.

## История
Образован в 1963 году в связи с освоением месторождения торфа.
1908 год. Именно в этом году деревня Голынки впервые была упомянута в официальных документах. Её соседями были 4 деревни - Ухабное, Скороходы, Глиняный. Название 4-й деревни не сохранилось.
В то время Голынки были крохотным поселением в Оршанском уезде Могилёвской губернии.
11 июля 1919 года Могилёвская губерния была упразднена.  Часть территории осталось во владении Белоруссии, часть территории ушла во владения Смоленской и Брянской областей.
Вблизи Голынок находилась узкоколейная железная дорога торфовозного назначения. Узкоколейка была построена в 30-х годах. Первоначально на узкоколейной железной дороге работали паровозы, позднее — мотовозы МД54-4, самоходные электростанции (мотовозы) ЭСУ1А и ЭСУ2А.
Во время войны на территории торфопредприятия находился концлагерь, который был сожжён в 1943 году. 
В послевоенные годы, в связи с развитием торфопредприятием, 5 деревень во главе с Голынками были объединены в одну.
Находящееся в деревне Голынки торфопредприятие первоначально называлось «Голынки», с конца 1950-х годов — «Гранки-Голынки». В его ведении находились две невзаимосвязанные узкоколейные железные дороги — в Голынках и в соседней деревне Гранки.
В 1950-х годах открывается железнодорожная станция.
Статус посёлка Голынкам присвоен в 1963 году, в связи с открытием завода "Стеклоприбор".
Завод « Стеклоприбор » стал перспективным предприятием. Рабочие кадры готовились своими силами. Открылось  профессионально-техническое училище №18, которое подготовило много хороших кадров для своего предприятия. Просуществовало это училище до 1970 года.
Завод «Стеклоприбор»  изготавливал различные стеклянные изделия, которые отправлялись не только по России, но и за рубеж.
Не менее перспективным   было торфопредприятие Гранки - Голынки, на котором трудилось много людей.  Торфопредприятие развивалось,  его продукцию- торф - отгружали во многие регионы нашей страны. Такая продукция нужна была всем.
С каждым годом поселок рос, появлялись новые жилые дома, различные учреждения. Люди стали  жить в благоустроенных квартирах с паровым отоплением, водопроводом. В 1970 году началось строительство школы, а в 1972 году трех этажное здание  Голынковской средней школы приняла своих первых учеников.
В 1977 году был сдан в эксплуатацию детский сад « Колокольчик».
В 1984 году начала работу Голынковская участковая больница.
28.12.1991г. постановлением Главы Руднянского района № 17 исполком  поселкового Совета реорганизован в поселковую администрацию.
В 1993г. на территории администрации располагалось 3 населенных пункта: п. Голынки, п. Гранки, д.Трегубовка с численностью 4400 человек.
Функционировали предприятия:
- завод «Стеклоприбор» с численностью работающих 1386,
- торфопредприятие «Гранки-Голынки»,
- ремонтно-механические мастерские.
Для предоставления коммунальных услуг организовано Голынковское муниципальное многоотраслевое предприятие коммунального хозяйства.
Работало 2 детских сада, Голынковская средняя школа.
С мая 2000 г. д. Трегубовка и п. Гранки  отошли в ведение Голынковской сельской администрации.

## Население
2856 жителей в 2024 году.
| 1970  | 1979  | 1989  | 2002  | 2009  | 2012  | 2013  | 2014  | 2015  |
| ----- | ----- | ----- | ----- | ----- | ----- | ----- | ----- | ----- |
| 3855  | ↗5136 | ↘4607 | ↘3884 | ↘3743 | ↘3508 | ↘3462 | ↘3446 | ↘3372 |
| 2016  | 2017  | 2018  | 2019  | 2020  | 2021  | 2024  |       |       |
| ↘3371 | ↘3357 | ↘3339 | ↘3287 | ↘3262 | ↘2879 | ↘2856 |       |       |

## Экономика
Завод «Стеклоприбор» (производство термометров, оптических стёкол, полудрагоценных камней), торфоразработки.
Супермаркеты "Пятёрочка", "Дикси", а также несколько мелких продуктовых и хозяйственных магазинов. 

## Транспорт
Железнодорожная станция "Голынки" на линии Рига — Орёл в 45 км к западу от Смоленска. Ежедневно курсирует пригородный поезд "Смоленск - Голынки - Смоленск", "Смоленск - Рудня - Смоленск". Через станцию периодически курсируют международные поезда: Смоленск - Витебск - Санкт-Петербург и обратно, Москва - Полоцк и обратно. Также во время проведения фестиваля "Славянский базар" курсирует поезд Москва - Витебск и Витебск - Москва. Все поезда делают остановку в Голынках.  
Автомобильное шоссе Р-120. Каждый день курсируют автобусы №232 "Смоленск - Рудня", "Рудня - Смоленск" с обязательным заездом в Голынки. Помимо этого, ежедневно курсируют рейсовые автобусы Смоленск - Витебск, Витебск - Смоленск, но без заезда в посёлок.  
В Голынках имеется автобусная остановка для посадки и высадки пассажиров. 